# Eumelio Palacios
Eumelio Ramón Palacios (Asunción, 15 settembre 1964) è un ex calciatore paraguaiano, di ruolo attaccante.

## Carriera

### Club
Ha giocato nella massima serie del campionato paraguaiano, colombiano e argentino.

### Nazionale
Con la Nazionale ha preso parte alla Copa América 1987 e alla Copa América 1989.